# NGC 3998
NGC 3998 (również PGC 37642 lub UGC 6946) – galaktyka soczewkowata (S0), znajdująca się w gwiazdozbiorze Wielkiej Niedźwiedzicy. Odkrył ją William Herschel 14 kwietnia 1789 roku. Należy do galaktyk Seyferta.